# Ebrahim Chah
Ebrahim Chah, aussi transcrit Ibrâhîm Châh (en persan : ابراهیم‌شاه / Ebrâhim-Šâh) mort le 20 mai 1749) fut Chah d'Iran de septembre 1748 à mai 1749.

## Biographie
Fils du prince Ibrahim Afchar, il était le frère d'Adel Chah et le neveu de Nader Chah. Il renversa son frère pour prendre le pouvoir, puis lui fit crever les yeux le 28 septembre 1748. Quelques mois après, ses troupes se rebellent et le tuent le 20 mai 1749. 
Un petit-fils de Nader Chah, Chahrokh, monte sur le trône à sa suite.